# Miao Hszi
Miao Hszi (pinjin: Miao Xi; 缪袭) névváltozatok: (adott neve: Hszi-po (Xibo) (熙伯); 186 – 245) kínai költő, hivatalnok.
A Vej-dinasztia (Wei-dinasztia) alatt (220–264) magas hivatali rangot kapott, a cenzori hivatal elnöke lett. Több költeménye Cao Cao dicsőségét énekelte meg. A Huang-lan (Huanglan) („Császári lexikon”) című munkáját a kínai lexikonok őseként tartják számon.